# Ligne de Perray-Jouannet aux Fourneaux
La ligne de Perray-Jouannet aux Fourneaux est une ancienne ligne ferroviaire française  qui reliait la gare de Perray-Jouannet, sur la ligne de Loudun à Angers-Maître-École à celle des Fourneaux (Chalonnes-sur-Loire, Maine-et-Loire) sur la ligne de La Possonnière à Niort. Elle était plus connue localement sous le nom de ligne de la vallée du Layon.
Elle constituait la ligne 522 000 du réseau ferré national.

## Histoire
Cette ligne a été concédée, dans le cadre d'un itinéraire de Faye à Chalonnes, par une convention signée le 25 mai 1873 entre le conseil général du Maine-et-Loire et  Messieurs le marquis de Contades et Armand Donon. Cette convention est approuvée par un décret le 28 octobre suivant qui déclare la ligne d'utilité publique à titre d'intérêt local. Les concessionnaires ont ensuite fondé la Compagnie des chemins de fer de Maine et Loire et Nantes (MLN).
La ligne est incorporée dans le réseau d'intérêt général par une loi le 18 mai 1878. Cette même loi approuve la convention pour le rachat de la ligne par l'État signée le 19 avril 1877 entre le ministre des Travaux publics et la Compagnie des chemins de fer de Maine et Loire et Nantes,.
La ligne a été ouverte le 18 août 1884 par l'Administration des chemins de fer de l'État.
Intégrée au réseau SNCF en 1938 dans le cadre de la nationalisation des grandes compagnies, elle a été déclassée en totalité (PK 0,000 à 25,610) le 12 novembre 1954 et déposée deux ans plus tard.

## Tracé
Longue de 26 km, la ligne suivait de près les méandres du Layon. La plateforme étant établie à flanc de coteau, de nombreux murs de soutènement furent nécessaires pour assurer sa stabilité.
Aujourd'hui, le parcours est aménagé en voie verte sur 16 km de Saint-Aubin-de-Luigné à Thouarcé.